# Gonodes echion
Gonodes echion är en fjärilsart som beskrevs av William Schaus 1914. Gonodes echion ingår i släktet Gonodes och familjen nattflyn. Inga underarter finns listade i Catalogue of Life.